# Stanisława Giecewicz-Pilarska
Stanisława Giecewicz-Pilarska (ur. 5 listopada 1935 w Hermanowszczyźnie) – polska polityk, posłanka na Sejm PRL IX kadencji.

## Życiorys
Ukończyła I Liceum Ogólnokształcące im. Adama Mickiewicza w Górze oraz studia z dziedziny filologii polskiej w Wyższej Szkole Pedagogicznej w Opolu. Pracowała m.in. w Wojewódzkim Domu Kultury w Opolu oraz jako wicedyrektor Wojewódzkiej Biblioteki Publicznej w Opolu. Wykładała metodykę pracy kulturalno-oświatowej w Wyższej Szkole Pedagogicznej oraz w Studium Kulturalno-Oświatowym. Działała społecznie, była m.in. członkiem zarządu Towarzystwa Przyjaciół Opola.
Od 1963 działała w Stronnictwie Demokratycznym. Pełniła wysokie funkcje partyjne w Opolu (m.in. wiceprzewodniczącej Miejskiego Komitetu SD oraz sekretarza Wojewódzkiego Komitetu SD). Zasiadała w Wojewódzkiej Radzie Narodowej w Opolu VIII i IX kadencji (1976–1984). W 1985 uzyskała mandat posłanki na Sejm PRL IX kadencji w okręgu Opole z ramienia Stronnictwa Demokratycznego. Zasiadała w Komisji Kultury oraz w Komisji Edukacji Narodowej i Młodzieży. W Sejmie zasiadała do 1989.
Po odejściu z polityki pracowała w Wojewódzkiej Bibliotece Publicznej im. Emanuela Smołki w Opolu. Została prezesem Towarzystwa Przyjaźni Polsko-Francuskiej w tym mieście, a także członkiem zarządu głównego Towarzystwa.
Odznaczona m.in. Krzyżem Kawalerskim Orderu Odrodzenia Polski i Srebrnym Krzyżem Zasługi, otrzymała także Odznakę „Zasłużonemu Działaczowi Stronnictwa Demokratycznego”.